# Seattle Slew
Seattle Slew (15 février 1974 - 7 mai 2002) est un cheval de course pur-sang anglais américain. Il est le dixième lauréat de la Triple couronne des courses américaines, et restera le seul à avoir remporté ce trophée invaincu jusqu'à Justify en 2018.

## Carrière de courses
Né à Lexington, dans le Kentucky, Seattle Slew n'était pas considéré comme un grand espoir par son éleveur, qui le vendit foal à des propriétaires de l'État de Washington. Confié à l'entraîneur Billy Turner et au jockey français Jean Cruguet, c'est pourtant sur la côte Est qu'il fit des débuts victorieux, en septembre 1976. Il courra seulement trois fois à deux ans, pour autant de victoires, dont une dans les Champagne Stakes, qu'il remporte par près de 10 longueurs dans un temps record. Suffisant pour qu'il soit élu 2 ans de l'année.
Seattle Slew réapparait en mars 1977 et prépare le Kentucky Derby en accumulant les victoires, dont deux groupe 1, les Flamingo Stakes et les Wood Memorial Stakes. À chaque fois, il écœure l'opposition et s'impose avec de la marge. Naturellement installé grand favori du Kentucky Derby, qu'il remporte, avant d'enchaîner avec les Preakness Stakes et les Belmont Stakes. 9 courses, 9 victoires, une Triple couronne empochée sans trop d'émotion, pas de rival en vue : Seattle Slew règne sans partage sur sa génération.
Pourtant, la série s'arrête dès la course suivante, les Swaps Stakes, en juillet. Pris de vitesse tout au long du parcours par J.O.Tobin qui mène à un train d'enfer, le poulain termine à une lointaine quatrième place, à la surprise générale. Son entourage décide alors de lui accorder de longues vacances, et d'en rester là pour la saison 1977. À la fin de l'année, malgré cette absence d'un semestre, Seattle Slew cumule les titres de cheval de l'année et de meilleur 3 ans.
Le retour tant attendu sur les pistes de Seattle Slew faillit bien ne jamais se produire. Au début de l'année 1978, il frôle la mort, victime d'une grave infection virale. Mais il recouvre peu à peu ses moyens et fait son retour en mai, avec un nouvel entraîneur, Douglas Peterson. Il remporte aisément deux petites courses, puis s'incline dans une épreuve pourtant à sa portée, défaite qui vaut à son jockey d'être évincé au profit d'Angel Cordero. Seattle Slew retrouve enfin l'élite dans la Marlboro Cup où, pour la seule et unique fois de sa carrière, il ne s'élance pas avec l'étiquette de favori. Celle-ci échoit à une autre vedette, Affirmed, qui lui a succédé au palmarès de la Triple couronne. La rencontre est historique : jamais dans l'histoire deux vainqueurs de triple couronne ne s'étaient retrouvés au départ d'une même course. Le match des deux cracks tourne à l'avantage du plus âgé, et Seattle Slew s'impose par trois longueurs devant son cadet, et signe un temps canon. Deux semaines plus tard, dans les Woodward Stakes, il doit affronter un autre adversaire de grand talent : Exceller, poulain français exilé outre-Atlantique après avoir remporté pas moins de quatre « groupe 1 » en Europe. Encore une fois, Seattle Slew s'impose sans discussion, par quatre longueurs.
La course suivante fut extraordinaire, et resta dans les mémoires comme l'un des plus grands moments de l'histoire des courses. Dans la Jockey Club Gold Cup, disputée en octobre à Belmont, Affirmed est de retour, Exceller aussi. Disputée à une allure folle (accentuée par la présence d'un lièvre dévoué à Affirmed), la course semble promise à une lutte à trois, mais dont s'exclut le benjamin du trio, dont la selle tourne à l'entrée de la ligne droite (il terminera cinquième). Seattle Slew et Affirmed ont animé la course, une dizaine de longueurs devant le reste du peloton dont s'est extrait Exceller, qui revient à la vitesse du vent à l'amorce du dernier tournant, s'infiltre à la corde, déborde Seattle Slew, mais celui-ci donne un ultime coup de rein pour revenir à sa hauteur. C'est la photo finish qui départagera les deux chevaux après cette lutte exceptionnelle, offrant la victoire à Exceller et la gloire à son rival.
Après cette course éprouvante, Seattle Slew se produit une dernière fois en course dans le Stuyvesant Handicap, qu'il remporte facilement. Il se retire avec un palmarès riche de 14 victoires en 17 sorties, et un titre de cheval d'âge de l'année, à défaut de celui de cheval de l'année qui revient à Affirmed, malgré ses deux défaites. Il est classé 9e sur la liste des 100 meilleurs chevaux de l'histoire des courses américaines au XXe siècle établie par le magazine The Blood-Horse.

### Résumé de carrière
| Date         | Hippodrome      | Pays        | Course               | Statut      | Distance    | Jockey          | Place       | Écart       | Vainqueur ou deuxième |
| 1976, 2 ans  | 1976, 2 ans     | 1976, 2 ans | 1976, 2 ans          | 1976, 2 ans | 1976, 2 ans | 1976, 2 ans     | 1976, 2 ans | 1976, 2 ans | 1976, 2 ans           |
| ------------ | --------------- | ----------- | -------------------- | ----------- | ----------- | --------------- | ----------- | ----------- | --------------------- |
| 20 septembre | Belmont Park    | États-Unis  | Maiden               |             | 1 200 m     | J. Cruguet      | 1er / 12    | 5           | Proud Arion           |
| 5 octobre    | Belmont Park    | États-Unis  | Allowance            |             | 1 400 m     | J. Cruguet      | 1er / 8     | 3 ½         | Cruise On In          |
| 16 octobre   | Belmont Park    | États-Unis  | Champagne Stakes     | Gr. 1       | 1 600 m     | J. Cruguet      | 1er / 10    | 9 ¾         | For The Moment        |
| 1977, 3 ans  |                 |             |                      |             |             |                 |             |             |                       |
| 9 mars       | Hialeah Park    | États-Unis  | Allowance            |             | 1 400 m     | J. Cruguet      | 1er / 10    | 9           | White Rammer          |
| 26 mars      | Hialeah Park    | États-Unis  | Flamingo Stakes      | Gr. 1       | 1 800 m     | J. Cruguet      | 1er / 13    | 4           | Giboulée              |
| 23 avril     | Aqueduct        | États-Unis  | Wood Memorial Stakes | Gr. 1       | 1 800 m     | J. Cruguet      | 1er / 7     | 3 ¼         | Sanhedrin             |
| 7 mai        | Churchill Downs | États-Unis  | Kentucky Derby       | Gr. 1       | 2 000 m     | J. Cruguet      | 1er / 15    | 1 ¾         | Run Dusty Run         |
| 21 mai       | Pimlico         | États-Unis  | Preakness Stakes     | Gr. 1       | 1 900 m     | J. Cruguet      | 1er / 9     | 1 ½         | Iron Constitution     |
| 11 juin      | Belmont Park    | États-Unis  | Belmont Stakes       | Gr. 1       | 2 400 m     | J. Cruguet      | 1er / 8     | 4           | Run Dusty Run         |
| 3 juillet    | Hollywood Park  | États-Unis  | Swaps Stakes         | Gr. 1       | 2 000 m     | J. Cruguet      | 4e / 7      | 16          | J.O. Tobin            |
| 1978, 4 ans  |                 |             |                      |             |             |                 |             |             |                       |
| 14 mai       | Aqueduct        | États-Unis  | Allowance            |             | 1 400 m     | J. Cruguet      | 1er / 6     | 8 ¼         | Proud Arion           |
| 12 août      | Saratoga        | États-Unis  | Allowance            |             | 1 400 m     | J. Cruguet      | 1er / 5     | 6           | Proud Birdie          |
| 5 septembre  | Meadowlands     | États-Unis  | Patterson Handicap   | Gr. 2       | 1 800 m     | J. Cruguet      | 2e / 10     | enc.        | Dr. Patches           |
| 16 septembre | Santa Anita     | États-Unis  | Marlboro Cup         | Gr. 1       | 1 800 m     | A. Cordero, Jr. | 1er / 6     | 3           | Affirmed              |
| 30 septembre | Belmont Park    | États-Unis  | Woodward Stakes      | Gr. 1       | 2 000 m     | A. Cordero, Jr. | 1er / 12    | 8           | Balzac                |
| 14 octobre   | Belmont         | États-Unis  | Jockey Club Gold Cup | Gr. 1       | 2 400 m     | A. Cordero, Jr. | 2e / 5      | nez         | Exceller              |
| 11 novembre  | Aqueduct        | États-Unis  | Stuyvesant Handicap  | Gr. 3       | 1 800 m     | A. Cordero, Jr. | 1er / 5     | 3 ¼         | Jumping Hill          |

## Au haras
Étalon, d'abord à Spendthrift Farm puis, à partir de 1985, à Three Chimney Farm, Seattle Slew a continué à briller, devenant un reproducteur influent (et cher : il faisait encore la monte à $ 150 000 peu avant sa disparition). Il fut sacré Tête de liste des étalons américains en 1984, et tête de liste des pères de mère en 1995 et 1996. Parmi ses meilleurs produits, citons : 
- A.P. Indy - Breeders' Cup Classic, Belmont Stakes. Cheval de l'année (1992). Tête de liste des étalons américains (2003 & 2006).
- Slew o' Gold – double vainqueur des Woodward Stakes et de la Jockey Club Gold Cup. Meilleur 3 ans américain (1983) et cheval de l'année sur le dirt (1984).
- Swale – Florida Derby, Kentucky Derby, Belmont Stakes. Meilleur 3 ans de l'année (1984)
- Landaluce – Meilleure pouliche de 2 ans (1982)
- Flute – Kentucky Oaks
- Surfside – Meilleure pouliche de 2 ans (2000)

Par ses filles, il se recommande de nombreux chevaux de valeur, et surtout du grand champion Cigar, deux fois cheval de l'année (1995, 1996).
Seattle Slew s'est éteint en 2002, à 28 ans. Il est enterré au cimetière équin de Hill N Dale Farm. Une statue a été érigée près de son box à Three Chimney Farm.

## Origines
Seattle Slew appartient à la première génération de Bold Reasoning, compétiteur moyen mais étalon prometteur qui eut à peine le temps de se faire un nom car il mourut accidentellement à 8 ans. Il a donné également le Français Super Concorde, n°1 de sa génération à 2 ans, vainqueur du Prix Morny et du Grand Critérium. My Charmer, la mère de Seattle Slew, était de basse extraction mais avait quelques talents de compétitrice : elle fut lauréate des Fair Ground Oaks en 1972 (une course bientôt labellisée groupe 2). Mais c'est bien sûr comme poulinière qu'elle est passée à la postérité. Dans ce registre, elle fut l'une des meilleures de l'histoire de l'élevage mondial. Voici sa production :
- Seattle Slew (1974, Bold Reasoning)
- Good Luck Piece (1975, Jacinto) : vendu yearling pour $ 100 000, 11 courses, 0 place.
- Charming Turn (1977, Best Turn) : 14 courses, 2 victoires. Étalon en Floride.
- Clandestina (1978, Secretariat) : 3e des Gilltown Stud Stakes (Gr.3) en Irlande. Mère de :
  - Bineyah (Sadler's Wells) : 2e Yorkshire Oaks.
  - Desert Secret (Sadler's Wells) : 2e Royal Lodge Stakes (Gr.2)
  - In Camera (Sadler's Wells) : 3e Derby Trial (Gr.3)
- Lomond (1980, Northern Dancer) : vendu foal pour $ 1 500 000, vainqueur des 2000 Guinées et des Gladness Stakes (Gr.3), 2e des 2000 Guinées Irlandaises, 3e des National Stakes. Étalon
- Argosy (1981, Affirmed) : vendu yearling pour $ 1 500 000. Étalon en Afrique du Sud.
- Great Charmer (1983, The Minstrel) : 4 courses, 2 places. Étalon en Nouvelle-Zélande.
- Seattle Dancer (1984, Nijinsky) : le yearling le plus cher de l'histoire, vendu pour $ 13 100 000[3] (environ 32 millions de dollars actuels) : Gallinule Stakes (Gr.2), Derby Trial (Gr.2), 2e Grand Prix de Paris. Étalon.
- Charming Tiara (1986, Alydar), mère de : 
  - Deeds Not Words (Rubiano) : Best Pal Stakes (Gr.3), Lexington Stakes (Gr.3)
- Ghashtah (1987, Nijinsky) : vendu foal pour $ 2 300 000
- Allen's Charmer (1989, Theatrical)
- Charmer's Gift (1993, Blushing John)

### Pedigree
| Origines de Seattle Slew (USA), mâle bai brun né en 1974 | Origines de Seattle Slew (USA), mâle bai brun né en 1974 | Origines de Seattle Slew (USA), mâle bai brun né en 1974 | Origines de Seattle Slew (USA), mâle bai brun né en 1974 |
| -------------------------------------------------------- | -------------------------------------------------------- | -------------------------------------------------------- | -------------------------------------------------------- |
| Père Bold Reasoning                                      | Boldnesian                                               | Bold Ruler                                               | Nasrullah                                                |
| Père Bold Reasoning                                      | Boldnesian                                               | Bold Ruler                                               | Miss Disco                                               |
| Père Bold Reasoning                                      | Boldnesian                                               | Alanesian                                                | Polynesian                                               |
| Père Bold Reasoning                                      | Boldnesian                                               | Alanesian                                                | Alablue                                                  |
| Père Bold Reasoning                                      | Reason to Earn                                           | Hail to Reason                                           | Turn-To                                                  |
| Père Bold Reasoning                                      | Reason to Earn                                           | Hail to Reason                                           | Nothirdchance                                            |
| Père Bold Reasoning                                      | Reason to Earn                                           | Sailing Home                                             | Wait a Bit                                               |
| Père Bold Reasoning                                      | Reason to Earn                                           | Sailing Home                                             | Marching Home                                            |
| Mère My Charmer                                          | Poker                                                    | Round Table                                              | Princequillo                                             |
| Mère My Charmer                                          | Poker                                                    | Round Table                                              | Knights Daughter                                         |
| Mère My Charmer                                          | Poker                                                    | Glamour                                                  | Nasrullah                                                |
| Mère My Charmer                                          | Poker                                                    | Glamour                                                  | Striking                                                 |
| Mère My Charmer                                          | Fair Charmer                                             | Jet Action                                               | Jet Pilot                                                |
| Mère My Charmer                                          | Fair Charmer                                             | Jet Action                                               | Busher                                                   |
| Mère My Charmer                                          | Fair Charmer                                             | Myrtle Charm                                             | Alsab                                                    |
| Mère My Charmer                                          | Fair Charmer                                             | Myrtle Charm                                             | Crepe Myrtle (famille 13-c)                              |